# 天山翠雀花
天山翠雀花（学名：Delphinium tianshanicum）是毛茛科翠雀属的植物，为中国的特有植物。分布在中国大陆的新疆天山山脈南北坡，生长于海拔1,700米至2,700米的地区，一般生于山地草坡、灌丛及沟边草地，目前尚未由人工引种栽培。7-9月開花，莖高60-115公分。